# 末永光代
末永 光代（すえなが みつよ - ）は、日本の脚本家。

## 来歴
マジックバスの文芸出身。作品欄の通り、『MAJOR』のTVアニメ版中期以降によく携わっていた。野球に詳しいのか、他にも野球を題材にしたアニメによく参加している。同業の植田浩二によると西武ライオンズのファンとのこと。
『MAJOR』TVアニメ版終了後は目立った活動は見られなかったが、2015年の『かみさまみならい ヒミツのここたま』では中心的な存在となっており、第74話時点でほぼ5話おきに固定されている。
なおこの作品でも野球を題材にした回（第50話）の担当になっていた。

## 作品

### テレビアニメ
- きこちゃんすまいる（1996年-1997年） - 文芸・脚本
- 学級王ヤマザキ（1997年） - 文芸・脚本
- BURN-UP EXCESS（1997年-1998年） - 脚本
- 突撃!パッパラ隊（1998年-1999年） - 脚本
- ゴーゴー五つ子ら・ん・ど（2001年-2002年） - 文芸・脚本
- シンデレラボーイ（2003年） - 脚本
- プレイボール（第1期:2005年／第2期:2006年） - 文芸・脚本
- だめっこどうぶつ（2005年） - 脚本・シリーズ構成
- パタリロ西遊記!（2005年） - 脚本・シリーズ構成
- きらりん☆レボリューション STAGE3（2008年） - 脚本
- MAJOR - 脚本
  - 第4シリーズ（2008年） - 82・87・95・100話
  - 第5シリーズ（2009年） - 107・111・113・116・120・123・127話
  - 第6シリーズ（2010年） - 133・136・137・141・144・148・151話
- クロスゲーム（2009年） - 脚本
- COBRA THE ANIMATION（2010年） - 脚本
- かみさまみならい ヒミツのここたま (全139回中26回39話執筆)
  - 2015年10月～2017年3月（第1シリーズ） - 4・10・15・22・28・34・41・45・50・54・59・64・69・74話
  - 2017年4月～（第2シリーズ） - 81・86・91 ・95 ・99 ・105話
- メジャーセカンド（2018年） - 脚本
- キラキラハッピー★ ひらけ!ここたま（2018年 - 2019年）(全55回中10回15話執筆)
- 球詠（2020年） - 脚本
- キャッチ!ティニピン　第４期（2023年）-脚本

### 劇場アニメ
- いのちの地球 ダイオキシンの夏（2001年） - 脚色
- もも子、かえるの歌がきこえるよ。（2003年） - 脚本
- ガラスのうさぎ（2005年） - 脚本

### OVA
- 刻の大地〜花の王国の魔女〜（1999年） - 脚本

初脚本作と見られる。
- COBRA THE ANIMATION（2009年） - 脚本